# Seleção Romena de Voleibol Feminino
A seleção romena de voleibol feminino é uma equipe europeia composta pelas melhores jogadoras de voleibol da Romênia. É mantida pela Federação Romena de Voleibol (Federatia Romana de Volei) e, atualmente, encontra-se na 38ª posição no ranking da FIVB, segundo dados de fevereiro de 2020.

## História
O voleibol começou a ser disputado na Romênia em 1919, em Bucareste. Foi apenas em 1931 que o primeiro campeonato nacional (masculino) foi realizado, quando passou a ser regulado pela já extinta Federação Romena de Basquetebol e Voleibol; em 1934 realizou-se o primeiro torneio feminino. Em 1947, o país estava entre os fundadores da FIVB, e em 1948, foi criada a Federação Romena de Voleibol.
De 21 a 23 de setembro de 1946, a Romênia recebeu o primeiro Campeonato Balcânico, no qual participaram quatro seleções masculinas e três femininas. A competição feminina foi vencida pelas anfitriãs, que superaram as suas similares da Bulgária e da Iugoslávia. No referido campeonato, em vinte e uma edições disputadas entre 1946 e 1992, as romenas conquistaram oito ouros, nove pratas e três bronzes.
Nas competições internacionais oficiais da FIVB, a seleção feminina da Romênia estreou em setembro de 1949 no primeiro Campeonato Europeu. Na primeira rodada, as romenas derrotaram a Hungria por 3 sets a 1. Depois disso, venceram a Holanda e a França e perderam para as equipes da Polônia, URSS e Checoslováquia, ocupando o 4º lugar geral.
Três anos depois, a seleção romena esteve entre os participantes do primeiro campeonato mundial feminino, realizado em Moscou, finalizando na quinta colocação. Na edição seguinte, em 1956, as romenas conquistaram a sua primeira (e até então única) medalha em competições sob os auspícios da FIVB, tornando-se medalhistas de prata do torneio. No decorrer desse campeonato, as romenas conquistaram duas vitórias na fase de grupos, sobre o Brasil e a Coreia do Norte,  e perderam apenas uma das noves partidas da fase principal para a equipe nacional da URSS.
Entre as décadas de 50 e 70, a equipe feminina romena era uma das seleções mais fortes do mundo. Em 1963, ganhou a sua primeira (e, até então, única) medalha (bronze) no Campeonato Europeu, em 1964, fez a sua estreia nos Jogos Olímpicos de 1964, conquistando o 4º lugar, e em 1962 e 1974, terminou com a 5ª posição no campeonato mundial.
A partir da segunda metade da década de 1970, os resultados da seleção da Romênia decaíram. Desde então, a equipe não ocupa as posições principais nas competições internacionais oficiais. Nos torneios olímpicos de vôlei, as romenas participaram pela última vez em 1980 em Moscou, quando finalizaram na última colocação. Nos campeonatos mundiais após 1974, a seleção romena participou apenas duas vezes (em 1994 e 2002), mas em ambas as oportunidades não passaram da fase de grupos. No Campeonato Europeu, a melhor posição obtida nos últimos trinta anos foi o 4º lugar, em 1989.
No período mais recente, os seus melhores resultados ocorreram em 2013, quando terminou na 4ª colocação da Liga Europeia (ainda sem o sistema de divisões), e em 2019, quando conquistou o título da segunda divisão da Liga Europeia. Finalizou esse ano com a décima terceira posição no Campeonato Europeu de Voleibol Feminino, dentre vinte e quatro equipes.

## Títulos e campanhas de destaque
| Organizador | Competição            | Medalha de ouro | Medalha de prata | Medalha de bronze | Total |
| FIVB        | Campeonato Mundial    | 0               | 1                | 0                 | 1     |
| CEV         | Campeonato Europeu    | 0               | 0                | 1                 | 1     |
| CEV         | Liga Europeia (Prata) | 1               | 0                | 0                 | 1     |
| FISU        | Universíada           | 1               | 2                | 1                 | 4     |
| ABV         | Campeonato Balcânico  | 8               | 9                | 3                 | 20    |

## Equipe atual
As atletas listadas abaixo foram convocadas para a disputa da Liga Europeia de 2021 e do Campeonato Europeu de Voleibol Feminino de 2021.
- Técnico:  Luciano Pedulla